# Ibrahim Mahmud Hamid
Ibrahim Mahmud Hamid (arab. إبراهيم محمود حامد) – egipski zapaśnik walczący w stylu klasycznym. Srebrny medalista igrzysk afrykańskich w 2015. Wicemistrz Afryki w 2015 roku.